# Aldo Manucio

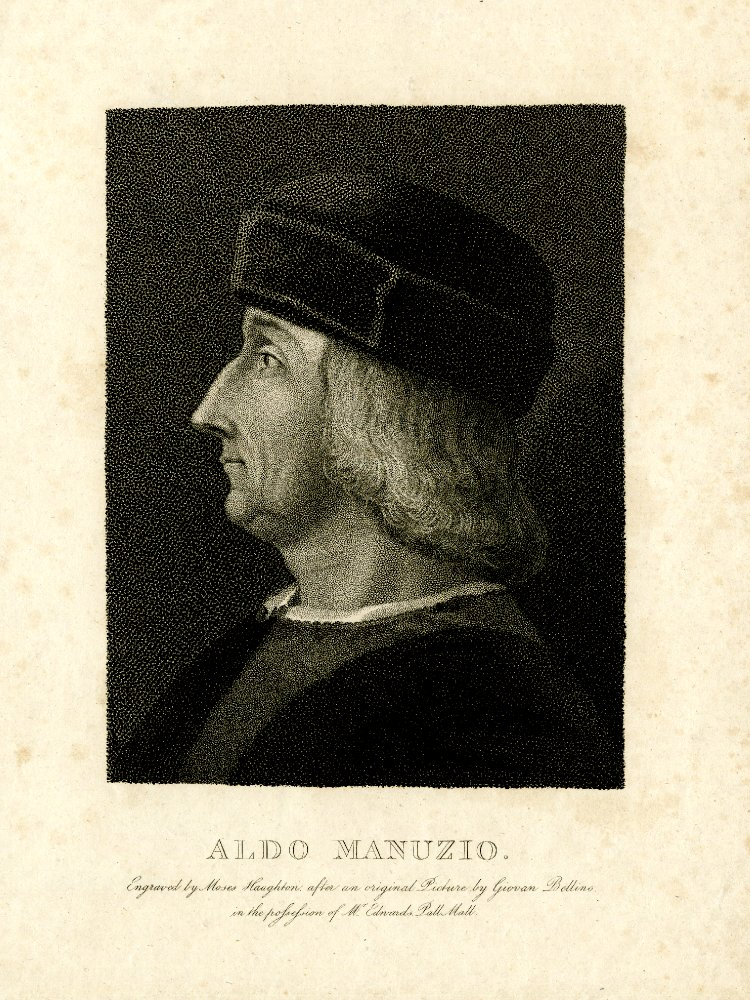
Aldus Pius Manutius.

Aldus Pius Manutius, Aldo Manuzio o Aldo el Viejo (Bassiano, 1449 o 1450 - Venecia, 16 de abril de 1515) fue un humanista, impresor, editor y tipógrafo italiano, fundador de la Imprenta Aldina. Su nombre en italiano era Teobaldo Mannucci, pero es más conocido por la forma latina de su nombre, Aldus Manutius, adaptada al español como «Aldo Manucio».

## Los primeros años

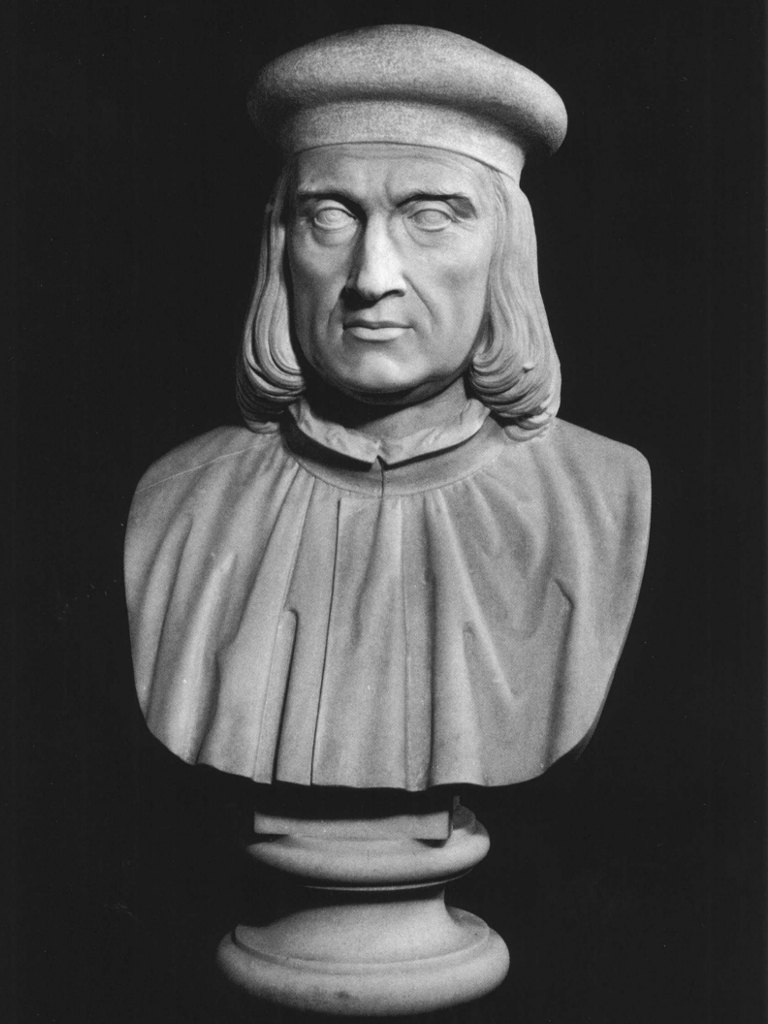
Busto de Aldo Manuzio. Panteon Veneto; Istituto veneto di scienze, lettere ed arti

Nació entre 1449 y 1452 en una villa llamada Bassiano, que por la época de su nacimiento pertenecía a los Estados Pontificios. Recibió una generosa educación: estudió latín y griego en Roma y Ferrara, respectivamente, bajo la tutoría de Battista Guarino.
En 1482 se fue a vivir a la ciudad de Mirandola con su viejo amigo y compañero de estudios Giovanni Pico; allí pasó dos años, perfeccionando sus estudios de literatura griega. Cuando Pico se trasladó a Florencia, dejó en manos de Manucio la tutoría de sus sobrinos Alberto y Lionello Pío, príncipes de Carpi; poco tiempo después, el príncipe Alberto Pío le proporcionó a Aldo tierras en Carpi y los fondos necesarios para iniciar un taller de impresión.

## La literatura griega
Una de las ambiciones de Manucio era evitar que las obras de la literatura griega cayesen en el olvido o la pérdida física, por lo que las convirtió en sus principales proyectos de edición. En la época, solo cuatro ciudades italianas compartían el honor de haber publicado obras maestras de la literatura griega: Milán, con la gramática de Lascaris, Esopo, Teócrito, un Salterio griego e Isócrates, publicadas entre 1476 y 1493; Venecia con el Erotemata de Crisoloras publicado en 1484; Vicenza con las reimpresiones de la gramática de Lascaris y el Erotemata de 1488 y 1490, respectivamente; y por último, la ciudad de Florencia con el Homero impreso por Lorenzo di Alopa en 1488. De estos trabajos, solo el Teócrito y el Isócrates publicados en Milán y el Homero florentino eran clásicos griegos.

## Traslado a Venecia
Manucio seleccionó la ciudad de Venecia como el lugar más adecuado para desarrollar sus labores; se estableció allí en 1490, y poco tiempo después brindó al mundo las ediciones de Hero y Leandro de Museo, el Galeomyomachia y el Salterio griego. Estos primeros libros no están fechados, pero sin duda son las ediciones más antiguas sacadas por la imprenta Aldina y están considerados como "los precursores de la biblioteca griega".
Al establecerse definitivamente en Venecia, Manucio se rodeó de un “ejército” de estudiosos griegos y componedores de texto o cajistas. Su negocio fue administrado por griegos y por tal razón el griego fue el idioma en el que trabajó: Las instrucciones a los encargados de empastar los libros y los cajistas eran dadas en griego, y el prefacio de todas sus ediciones se escribía en esta lengua. Ciudadanos griegos de la isla de Creta revisaron manuscritos, leyeron pruebas de impresión y le dieron a Manucio modelos de caligrafía griega para fundir tipos de este alfabeto. Sin contar a los artesanos empleados en las labores de su taller, Manucio mantuvo por lo menos a treinta de estos asistentes griegos dentro de su familia. Su energía, así como la industria editorial de ese tiempo era incesante. En 1495 produjo el primer volumen de la edición de un libro de Aristóteles. Cuatro volúmenes más fueron completados entre 1497 y 1498. Nueve comedias de Aristófanes se publicaron en 1498. De Tucídides, Sófocles y Heródoto fueron publicados los siguientes libros en 1502; el Hellenos de Jenofonte y un libro de Eurípides en 1503 y Demóstenes en 1504.

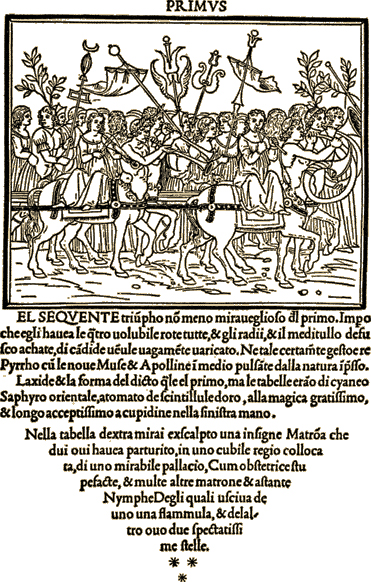
Página del Hypnerotomachia Poliphili de Francesco Colonna, edición impresa por Aldo Manucio (Venecia, 1499).

Los problemas de Italia, que oprimían duramente a la ciudad de Venecia, detuvieron los trabajos de Manucio durante un tiempo. Fue en 1508 cuando retomó su serie con una edición de los oradores griegos, y en 1509 publicó los trabajos menores de Plutarco. Tras esto vino otra parada motivada por la guerra de la Liga de Cambrai (1508-16). En 1513 reaparece con una edición de Platón, que dedica a León X en un prefacio elocuente y sincero comparando las miserias de la guerra y los enemigos de Italia con los objetos tranquilos y sublimes de la vida del estudiante. Píndaro, Hesiquio y Ateneo siguieron en 1514.
Esta es la lista de trabajos principales de Manucio sobre literatura griega. Más tarde sus sucesores continuaron su labor publicando las primeras ediciones de Pausanias, Estrabón, Esquilo, Galeno, Hipócrates y Longinos. Otras imprentas trabajaban en Italia; y, de los clásicos publicados en Florencia, Roma o Milán, Manucio las tomó dedicándose a cotejarlos con los códices y la corrección de los textos.
Tampoco estuvo la Imprenta Aldina ociosa con respecto a los clásicos latinos e italianos. Los Asolani de Bembo, la colección de textos de Poliziano, el Hypnerotomachia Poliphili (Sueño de Polífilo), la Divina Comedia de Dante, los poemas de Petrarca, una colección de poetas latinos de la época cristiana, las cartas de Plinio el Joven, los poemas de Pontano, la Arcadia de Sannazaro, Quintiliano, Valerio Máximo y los Adagia de Erasmo fueron impresos, bien primeras ediciones o con una belleza de los tipos y el papel no alcanzada anteriormente, entre 1495 y 1514. Para esas publicaciones Manucio utilizó la tipografía que lleva su nombre. Se dice que fue copiada de la escritura propia de Petrarca y grabada bajo la dirección de Francesco Griffo.
El entusiasmo de Manucio por la literatura griega salió de su imprenta. Ganó el reconocimiento de los estudiosos contemporáneos, así como la de sus compañeros de trabajo. Para promocionar los estudios de griego, Manucio fundó una academia de helenistas en 1500, con el nombre de La Nueva Academia.
En 1499, Manucio se casó con María, hija del señor Andrea Torresano de Asola. Torresano ya había comprado la imprenta de Nicolás Jenson de Venecia. El nombre de Aldo y Asolano se asociaron en las publicaciones de la imprenta Aldina. Tras su muerte en 1515, su hijo Paulo (1512-1574) y posteriormente su nieto Aldo (1547-1597) continuaron con su labor de impresión.
Capaz de desenvolverse e innovar en ámbitos muy dispares, Manucio ideó la tipografía itálica (llamada más comúnmente «cursiva») en 1501 y otras innovaciones editoriales que aún perviven, como la impresión a dos columnas por página, que permite editar en dos idiomas, la tipografía serifa que facilita la lectura, el uso del punto y coma o el añadido de apóstrofes y acentos a la lengua vulgar. También inventó el formato libro de bolsillo, al que llamó "parva forma". No obstante, como sucede con todas las innovaciones, a menudo se trata de un trabajo de equipo en el taller y se especula que el verdadero creador de la tipografía fuera Francesco Griffo, colaborador del impresor. Su uso difería del actual: se utilizaba para crear textos más compactos y poder hacer libros en formatos de bolsillo.

## Obras como editor

### Libros in folio
- Teodoro Gaza, Introducciones gramaticales (en griego), 1495, 396 p.
- Teócrito, Églogas (en griego), 1496, 280 p.
- Tesoros, cornucopias y huertos de Adonis (en greigo), 1496, 268 p.
- Antiguos gramáticos (en griego), 1496, 540 p.
- Aristóteles, Obras I (en griego), 1495, 464 p.
- Aristóteles, Obras II (en griego), 1497, 536 p.
- Aristóteles, Obras III (en griego), 1497, 914 p.
- Aristóteles, Obras IV (en griego), 1497, 1.034 p.
- Aristóteles, Obras V (en griego), 1498, 632 p.
- Jámblico, Sobre los misterios de los egipcios (en latín), 1497, 368 p.
- Giovanni Filopón, Diccionario griego (con traducción al latín), 1497, 486 p.
- Aristófanes, Comedias (en griego), 1498, 696 p.
- Angelo Poliziano, Obras (en latín), 1498, 904 p.
- Aldo Manuzio, Primer catálogo de las ediciones griegas (en latín), 1498, 2 p.
- Angelo Poliziano, La Justa de Giuliano de Médicis: Poesías (en latín), 1498, 60 p.
- Astrónomos antiguos (en griego), 1499, 372 p.
- Dioscórides, Sobre materia médica (en griego), 1499, 368 p.
- Niccoló Perotti, Cornucopias (en latín), 1499, 642 p.
- Francesco Colonna, Hypnerotomaquia o El sueño de Polifilo (en italiano), 1500 20 p.
- Academia aldina, Leyes (en griego), 1499, 2 p.
- Santa Catalina de Siena, Cartas devotísimas (en italiano), 1500, 20 p.
- Filóstrato, Sobre la vida de Apolonio de Tiana (en griego y latín), 1501, 132 p.
- Giorgio Valla, Sobre las cosas deseables y evitables, I (en latín), 1501, 628 p.
- Giorgio Valla, Sobre las cosas deseables y evitables, II (en latín), 1501, 672 p.
- Julio-Pólux Vocabulario (en griego), 1502, 20 p.
- Tucídides, Historia de la guerra del Peloponeso (en griego), 1502, 248 p.
- Herodoto, Nueve libros que llevan los nombres de las musas (en griego), 1502, 280 p.
- Stefano Bizantino, Sobre las ciudades (en griego), 1502-1503, 160 p.
- Poetas cristianos, II (Advertencia) (en latín), 1502, 2 p.
- Aldo Manuzio, Aviso a los tipógrafos Lugdunecos (en latín), 1503, 2 p.
- Luciano, Obras (en griego), 1503, 572 p.
- Ammonio, Comentarios al libro sobre la interpretación (en griego), 1503, 292 p.
- Ulpiano, Breves comentarios sobre las oraciones olintiacas y filipicas de Demóstenes (en griego), 1503, 344 p.
- Jenofonte, Omissa: llamada también gestas griegas (en griego), 1503, 312 p.
- Juan Besarión, Contra el calumniador de Platón (en latín), 1503, 240 p.
- Aldo Manuzio, Segundo catálogo de libros publicados (en italiano), 1503, 4 p.
- Orígenes, Homilías sobre el Génesis (en latín), 1503-1504, 376 p.
- Aristóteles, Problemas (traducción al latín por Teodoro Gaza), 1504, 410-548 p.
- Giovanni Filopón, Comentarios esclarecedores sobre los Analiticos posteriores de Aristóteles (en griego), 1504, 590 p.
- Aristóteles, Sobre la naturaleza de los animales (traducción al latín por Teodoro Gaza), 1504, 604 p.
- Esopo, Fábulas (en griego y traducción al latín), 1505, 300 p.
- Discursos de oradores griegos I-II (en griego), 1508, 728 p.